# Knut Kjellberg (1907–1960)
Knut Jonas Kjellberg, född den 12 juni 1907 i Stockholm, död den 5 augusti 1960 i Djursholm, var en svensk läkare. Han var son till Jonas C:son Kjellberg och far till Erik Kjellberg.
Kjellberg avlade medicine licentiatexamen vid Uppsala universitet 1938. Han innehade olika underläkareförordnanden 1938–1944, var föredragande i Medicinalstyrelsen 1944–1949 och från 1955, medicinsk rådgivare åt Svenska Röda Korsets överstyrelse 1946–1949, lärare vid Socialpedagogiska seminariet 1946–1948, bibliotekarie i Svenska läkaresällskapet 1948–1949, ledamot av dess nämnd från 1955 samt anställd vid Världshälsoorganisationen i Genève 1949–1954. Kjellberg reste i internationella och statliga uppdrag i Europa, Turkiet, Etiopien och Förenta staterna från 1945. Han blev riddare av Vasaorden 1948. Kjellberg vilar på Danderyds kyrkogård.